# Pitta steerii
La pita de Mindanao (Pitta steerii) es una especie de ave paseriforme de la familia Pittidae endémica de las Filipinas.

## Descripción
La pita de Mindanao mide 18 a 19.5 cm de largo. Su cabeza es negra con un cuello blanco. Esta especie es similar a la pita encapuchada (Pitta sordida), que es predominantemente verde con una mancha azul en el ala. La parte inferior del ave es de color blanco azulado con un punto negro en el vientre volviendo el plumaje color escarlata en la parte baja del abdomen y las coberteras. Los jóvenes tienen colores tenues.

## Comportamiento
Aunque esta especie puede volar, típicamente prefiere permanecer en el suelo. Encuentra su comida en el suelo del bosque y ésta se compone de invertebrados como insectos y caracoles, aunque también pequeños lagartos.

## Distribución y hábitat
La pita de Mindanao es una especie endémica de las Filipinas, en donde puede encontrarse en las islas de Sámar, Leyte, Bohol y Mindanao. La población ha sido siempre escasa y solo presente en lugares reducidos. Desde 1980, esta ave solo se encuentra en tres sitios: en el Parque nacional Rajah Sikatuna en la isla de Bohol, además Bislig y Zamboanga en Mindanao. El hábitat de la pita de Mindanao son las zonas de baja altitud y bosques secundarios con una notable (pero inexplicable) preferencia hacia hábitats con suelos de piedra caliza y fenómenos kársticos.
Se reconocen dos subespecies:
- P. s. coelestis Parkes, 1971. Presente en Samar, Leyte y Bohol en las Filipinas centroorientales.
- P. s. steerii (Sharpe, 1876). Mindanao, en el sur de Filipinas.

## Estado de conservación
Su hábitat está amenazado por la deforestación masiva y, por tanto, esta ave es una especie vulnerable en la lista roja de la UICN.